# Туринський гей-лесбійський кінофестиваль
Туринський гей-лесбійський кінофестиваль (англ. Torino Gay & Lesbian Film Festival, TGLFF; відомий раніше як Туринський ГЛБТ кінофестиваль — З Содому в Голлівуд (Torino GLBT Film Festival — Da Sodoma a Hollywood), або Togay) — кінофестиваль, орієнтований на кінофільми ЛГБТ-тематики. Заснований у 1986 році, є одним з найстаріших з подібних йому кінофестивалем у Європі та третім у світі, після «Frameline» у Сан-Франциско (заснований 1976) і «Outfest» в Лос-Анджелесі (1982). Проводиться щорічно в Турині у квітні. Протягом багатьох років фестиваль став однією з головних подій для ЛГБТ-спільноти та широкої громадськості, зацікавленої у вирішенні цих питань.

## Історія
Фестиваль був заснований у 1986 році Оттавіо Маі та Джованні Мінерба за підтримки області П'ємонт. У 1989 року фестиваль було визнано Міністерством туризму і розваг Італії і він отримав статус міжнародного.
З 2005 року організацією кінофестивалю переймається туринський Національний Музей Кіно за підтримки Комітету Культури П'ємонту, провінції і міста Турин, а також за участю Фонду Ощадного Банку Турина і Міністерства Культури, які визнали фестиваль «однією з найважливіших італійських кінематографічних подій міжнародного рівня».

## Програма та нагороди

Рекламний плакат 31-го кінофестивалю TGLFF, 2016

Кінофестиваль складається з 6-ти секцій: трьох конкурсних та трьох позаконкурсних, у яких беруть участь документальні, повнометражні художні та короткометражні фільми. Три міжнародних журі присуджує призи у кожній з трьох секцій конкурсної програми. Працює також глядацьке журі.
Починаючи з 2010 на фестивалі присуджується Премія за особистість, яка отримала назву «Доріан Грей». Її присуджують режисерові, акторові, акторці або продюсерові, які — своїм життям або кар'єрою — внесли особливий внесок в гей-кінематограф. Премія має вигляд силуету видатного ірландського письменника і комедіографа Оскара Уайльда, створеного Уго Несполо (Ugo Nespolo). Першим, хто отримав цю премію, став Джеймс Айворі, який у 2010 році представив у Турині свій фільм «Місто Твого останнього призначення» (англ. The city of Your final destination), створений у 2007 році на основі роману Пітера Камерона.

### Конкурсна програма
- Конкурс повнометражних фільмів
- Конкурс документальних фільмів
- Конкурс короткометражних фільмів

### Позаконкурсна програма
- Панорама повнометражних фільмів
- Панорама документальних фільмів
- Панорама короткометражних фільмів
- Ікони Кіно та Музики
- Закадровий переклад
- Європа — моя любов

### Лауреати кінофестивалю
Список переможців кінофестивалю в категорії за найкращий повнометражний фільм.
| Дата проведення         | Фільм                              | Оригінальна назва                         | Режисер                           | Країна                                    | Рік  |
| ----------------------- | ---------------------------------- | ----------------------------------------- | --------------------------------- | ----------------------------------------- | ---- |
| 4-й 1989                | Дезертир                           | ... Λιποτάκτης                            | Йоргас Коррас, Christos Voupouras | Греція                                    | 1988 |
| 5-й 1990                | Серця камікадзе                    | Kamikaze Hearts                           | Джульєтт Башор                    | США                                       | 1986 |
| 6-й 1991                | Мій батько приїжджає               | My Father Is Coming                       | Моніка Тройт                      | Німеччина                                 | 1991 |
| 7-й 1992                | Самотні разом                      | Together Alone                            | П.Дж. Кастелланета                | США                                       | 1991 |
| 8-й 1993                | На честь зниклого солдата          | Voor een verloren soldaat                 | Ролан Кербош                      | Нідерланди                                | 1992 |
| 8-й 1993                | Незбагненна милість                | Amazing Grace                             | Амос Гуттман                      | Ізраїль                                   | 1992 |
| 9-й 1994                | Халепа                             | Grief                                     | Річард Глацер                     | США                                       | 1993 |
| 10-й 1995               | Сестра моя сестра                  | Sister My Sister                          | Ненсі Меклер                      | Велика Британія                           | 1994 |
| 11-й 1996               | Друзі і коханці                    | Boyfriends                                | Том Гансінгер, Ніл Гантер         | Велика Британія                           | 1996 |
| 11-й 1996               | Неврозія                           | Neurosia — 50 Jahre pervers               | Роза фон Праунхайм                | Німеччина                                 | 1995 |
| 12-й 1997               | Як піщинки                         | 渚のシンドバッド (Sinbad of the Seashore) | Рьосуке Хашигучі                  | Японія                                    | 1995 |
| 13-й 1998               | Схильність                         | Bent                                      | Шон Матіас                        | Велика Британія Японія                    | 1997 |
| 14-й 1999 (15-21.04)    | Лола і Білідікід                   | Lola + Bilidikid                          | Е. Кутлуг Атаман                  | Німеччина                                 | 1999 |
| 15-й 2000 (13-19.04)    | Я виживу                           | Sobreviviré                               | Альфонсо Альбасете, Давид Менкес  | Іспанія                                   | 1999 |
| 16-й 2001 (11-18.04)    | Нічна втеча                        | 夜奔 (Ye ben)                             | Лі-Конг Хсю, Чі Їн                | Тайвань КНР                               | 2002 |
| 17-й 2002 (24.04-1.05)  | Моя мама кохає жінок               | A mi madre le gustan las mujeres          | Даніела Фехерман, Інес Паріс      | Іспанія                                   | 2002 |
| 18-й 2003 (17-25.04)    | Кицька з двома головами            | La Chatte à deux têtes                    | Жак Ноло                          | Франція                                   | 2002 |
| 19-й 2004 (22-29.04)    | Прекрасний боксер                  | บิวตี้ฟูล บ๊อกเซอร                             | Екачай Уекронгтам                 | Таїланд                                   | 2003 |
| 20-й 2005 (21-28.04)    | Тропічна хвороба                   | สัตว์ประหลาด                                | Апічатпон Вірасетакул             | Таїланд Франція Німеччина Італія          | 2004 |
| 21-й 2006 (20-27.04)    | Цвітіння Максімо Олівероса         | Ang pagdadalaga ni Maximo Oliveros        | Ауреус Соліто                     | Філіппіни                                 | 2005 |
| 22-й 2007 (19-26.04)    | Доки ти тут                        | Solange Du hier bist                      | Штефан Вестервелле                | Німеччина                                 | 2006 |
| 23-й 2008 (17-25.04)    | Леон                               | La León                                   | Сантьяго Отегуй                   | Аргентина Франція                         | 2007 |
| 24-й 2009 (23-30.04)    | Арештантська                       | Leonera                                   | Пабло Траперо                     | Аргентина Південна Корея Бразилія Іспанія | 2008 |
| 25-й 2010 (12-22.04)    | Дитя риби                          | El niño pez                               | Лусія Пуенцо                      | Аргентина                                 | 2009 |
| 26-й 2011 (28-04.05)    | Шибеник                            | Tomboy                                    | Селін Ск'ямма                     | Франція                                   | 2011 |
| 27-й 2012 (19-25.04)    | Восьмигодинна новела               | A Novela das 8                            | Оділон Роча                       | Бразилія                                  | 2011 |
| 28-й 2013 (19-25.04)    | Довкола тиша                       | Der Kreis                                 | Нанук Леопольд                    | Нідерланди Німеччина                      | 2013 |
| 29-й 2014 (30.04-06.05) | Коло                               | Der Kreis                                 | Штефан Гаупт                      | Швейцарія                                 | 2013 |
| 30-й 2015 (29.04-04.05) | Гарденія — перед останньою завісою | Bevor der letzte Vorhang fällt            | Томас Валльнер                    | Німеччина Бельгія                         | 2014 |
| 31-й 2016 (04-09.05)    | Тепла пора року                    | La Belle Saison                           | Катрін Корсіні                    | Франція Бельгія                           | 2015 |
| 32-й 2017 (15-20.06)    |                                    |                                           |                                   |                                           |      |